# Pequeña y mediana empresa
Una pequeña y mediana empresa (pyme) es una empresa que cuenta con ciertos límites ocupacionales y financieros prefijados por los Estados o regiones. Las pymes son agentes con lógicas, culturas, intereses y un espíritu emprendedor específicos. También existe el término MiPyME (acrónimo de «micro, pequeña y mediana empresa»), que es una expansión del término original, en donde se incluye a la microempresa.
Las pequeñas y medianas empresas son entidades independientes, con alta predominancia en el mercado de comercio, quedando prácticamente excluidas del mercado industrial por las grandes inversiones necesarias y por las limitaciones que impone la legislación en cuanto al volumen de negocio y de personal, los cuales si son superados convierten, por ley, a una microempresa en una pequeña empresa, o una mediana empresa se convierte automáticamente en una gran empresa. Por todo ello una pyme nunca podrá superar ciertas ventanas anuales o una determinada cantidad de personal.
Son empresas que han logrado crecer y expandirse hacia otros mercados y representan una mayor relevancia para la economía de un país, porque proveen de bienes y servicios básicos a las grandes empresas, además, generan beneficios para la economía tales como: generar empleos, aportar capital y tecnología.

## Importancia
Las pequeñas y medianas empresas cumplen un importante papel en la economía de todos los países. Los países de la OCDE suelen tener entre el 70 % y el 90 % de los empleados en este grupo de empresas. A escala mundial, las pequeñas y medianas empresas representan el 90% de las empresas y más del 50% del empleo. De acuerdo con el Instituto Nacional de Estadística y Geografía (INEGI) las pymes representan más del 52% del Producto Interno Bruto (PIB) en México. En la UE, el 99% de las empresas son pequeñas y medianas empresasDieron trabajo a casi la mitad de las personas empleadas por cuenta ajena y generaron 12,2 billones de euros de facturación neta, lo que supone el 32 % de la cantidad facturada por el conjunto de empresas de la Unión. 
Las principales razones de su existencia son:
- Pueden realizar productos individualizados en contraposición con las grandes empresas que se enfocan más a productos más estandarizados.
- Sirven de tejido auxiliar a las grandes empresas. La mayor parte de las grandes empresas se valen de empresas subcontratadas menores para realizar servicios u operaciones que de estar incluidas en el tejido de la gran corporación redundaría en un aumento de coste.
- Existen actividades productivas donde es más apropiado trabajar con empresas pequeñas, como por ejemplo el caso de las cooperativas.

Un estudio sistemático de cuarenta casos realizados en países de ingresos bajos y medios (América Latina, Asia y África), concluyó que el apoyo a las pymes promueve el aumento de ingresos y beneficia en la generación de empleos. Sin embargo, no están claro los efectos sobre la innovación, y la eficacia en función de costos de las intervenciones.

## Ventajas y desventajas
El avance tecnológico y el desarrollo de los medios de comunicación traen consigo ventajas y oportunidades para la empresa. Sin embargo, también traen amenazas. De hecho y en función del sector, una compañía puede empequeñecerse precisamente por carecer de acceso a las nuevas tecnologías o medios a los que la competencia si puede. Aunado a esto la desaparición de las fronteras gracias a la nueva era global en la que vivimos hace posible que un competidor lejano sea próximo gracias a la amplia cobertura de los medios.
Las pymes tienen grandes ventajas como su capacidad de adaptabilidad gracias a su estructura pequeña, su posibilidad de especializarse en cada nicho de mercado ofreciendo un tipo de atención directa y finalmente su capacidad comunicativa.
La mayor ventaja de una pyme es su capacidad de cambiar rápidamente su estructura productiva en el caso de variar las necesidades de mercado, lo cual es mucho más difícil en una gran empresa, con un importante número de empleados y grandes sumas de capital invertido. Sin embargo el acceso a mercados tan específicos o a una cartera reducida de clientes aumenta el riesgo de quiebra de estas empresas, por lo que es importante que estas empresas amplíen su mercado o sus clientes.
- Financiación. Las empresas pequeñas tienen más dificultad de encontrar financiación a un coste y plazo adecuados debido a su mayor riesgo. Para solucionar esto se recurren a las SGR y capital riesgo.
- Empleo. Son empresas con mucha rigidez laboral y que tiene dificultades para encontrar mano de obra especializada. La formación previa del empleado es fundamental para estas.
- Tecnología. Debido al pequeño volumen de beneficios que presentan estas empresas no pueden dedicar fondos a la investigación, por lo que tienen que asociarse con universidades o con otras empresas.
- Acceso a mercados internacionales. El menor tamaño complica su entrada en otros mercados. Desde las instituciones públicas se hacen esfuerzos para formar a las empresas en las culturas de otros países.

El análisis de mercado, que comprende:
- La identificación de oportunidades del negocio.
- La identificación del tamaño y composición del mercado.
- Las perspectivas de crecimiento del mercado.
- Las características del mercado objetivo.
- Detectar nichos no explorados.
- La competencia.
- El diseño o adaptación del producto o servicios para la exportación,
- Los patrones de consumo.
- Los pronósticos de demanda y las ventas.

Tenemos que destacar que a pesar de todos sus inconvenientes, las pequeñas y medias empresas constituyen el 99 % de las empresas de la Unión Europea. Por tanto, tienen una gran importancia y están demasiado protegidas ya que son fundamentales al generar una gran cantidad de riqueza y empleo en los países.

## Pequeñas y medianas empresas por región

### Mercosur
Cada país del Mercosur tiene su propia definición de pyme, sin embargo un grupo de trabajo del bloque desarrolló un criterio general el cual define una categorización para Argentina, Brasil, Paraguay, Uruguay y Venezuela. Esta categorización depende de un coeficiente de tamaño: (los valores fueron definidos en 1992)
| Tipo de empresa | {\displaystyle P_{ref}} | {\displaystyle V_{ref}} (U$S) | {\displaystyle Coef} de tamaño |
| --------------- | ----------------------- | ----------------------------- | ------------------------------ |
| Microempresa    | hasta 10                | hasta 400.000                 | hasta 0,52                     |
| Pequeña empresa | entre 11 y 50           | hasta 2.000.000               | hasta 2,58                     |
| Mediana empresa | entre 51 y 250          | hasta 10.000.000              | hasta 10                       |

El Coeficiente de tamaño depende de la siguiente fórmula:

{\displaystyle Coef=5\left({\frac {P}{P_{ref}}}{\frac {V}{V_{ref}}}\right)}

donde:
- {\displaystyle P} cantidad de empleados de la empresa.
- {\displaystyle P_{ref}} cantidad de empleados de referencia.
- {\displaystyle V} ventas de la empresa en dólares estadounidenses.
- {\displaystyle V_{ref}} ventas de referencia en dólares estadounidenses.

Los países del Mercosur, a través de la Resolución 59/1998 Grupo Mercado Común y con el objetivo de fortalecer a las Micro, Pequeñas y Medianas Empresas de la región, acordaron políticas de apoyo para coordinar su funcionamiento y reducir las desigualdades.

### Unión Europea
Según la Recomendación de la Comisión Europea de la Unión Europea de 6 de mayo de 2003, basándose en la Carta de la Pequeña Empresa emitida en el Consejo Europeo de Santa María da Feira en junio de 2000, con entrada en vigor el 1 de enero de 2005, es la unidad económica con personalidad jurídica o física que reúna los siguientes requisitos:
| Tipo de empresa | Empleados |   | Facturación (Millones de €) |   | Total de Balance (Millones de €) |
| --------------- | --------- | - | --------------------------- | - | -------------------------------- |
| Microempresa    | < 10      | y | ≤ 2                         | o | ≤ 2                              |
| Pequeña empresa | < 50      | y | ≤ 10                        | o | ≤ 10                             |
| Media empresa   | < 250     | y | ≤ 50                        | o | ≤ 43                             |

## Pequeñas y medianas empresas por país

### Argentina
En Argentina se define a las pymes por las ventas anuales y según el tipo de empresa. La clasificación depende del siguiente esquema de promediando los ingresos anuales de los últimos 3 años sin impuestos (en pesos argentinos):
| Sector          | Agropecuario | Industria y Minería | Comercio     | Servicios    | Construcción |
| --------------- | ------------ | ------------------- | ------------ | ------------ | ------------ |
| Micro           | $2.000.000   | $7.500.000          | $9.000.000   | $2.500.000   | $3.500.000   |
| Pequeña         | $13.000.000  | $45.500.000         | $55.000.000  | $15.000.000  | $22.500.000  |
| Mediana Tramo 1 | $100.000.000 | $360.000.000        | $450.000.000 | $125.000.000 | $180.000.000 |
| Mediana Tramo 2 | $160.000.000 | $540.000.000        | $650.000.000 | $180.000.000 | $270.000.000 |

Asimismo pueden deducir hasta un 50 % de los montos correspondientes a exportaciones a los fines de calificar en la tabla anterior. Esto se determina por la Resolución 50/2013 de la Secretaría de la Pequeña y Mediana Empresa y Desarrollo Regional, del ministerio de industria del poder ejecutivo nacional. La primera Ley Pyme de Argentina fue la ley 24.467 promulgada en marzo de 1995. Esta ley creó las figura de Sociedades de Garantías Recíprocas que hoy tiene gran difusión en la Argentina. La ley 24.467 se modificó en el 2016 aprobándose el Programa de Recuperación Productiva.  En mayo de 2018 se aprobó la Ley 24.440 de financiamiento productivo que busca el impulso al financiamiento de la pequeña y mediana empresa.

### Bolivia
En Bolivia la pyme posee tres criterios básicos, ingreso por ventas o servicios operativos anuales netos, el patrimonio neto y el personal ocupado.
El último índice (en 2007)[cita requerida] indica que en el mercado de valores cotizan 4 pymes, 29 grandes empresas y 19 empresas corporativas.
| Tipo de empresa | Puntos de coeficiente |
| --------------- | --------------------- |
| Microempresa    | inferior a 0.04       |
| Pequeña empresa | 0.04-0.11             |
| Mediana empresa | desde 0.12            |

### Brasil
Las definiciones de microempresa y pequeña empresa se establecen mediante la Ley Complementaria Nº123 de 2006.

### Chile
En Chile el Ministerio de Economía define a las mipymes (micro, pequeñas y medianas empresas) según las ventas anuales en Unidades de Fomento, según el siguiente esquema:
| Tipo de empresa | Ventas anuales en UF |
| --------------- | -------------------- |
| Microempresa    | hasta 2.400          |
| Pequeña empresa | 2.400-25.000         |
| Mediana empresa | 25.000-100.000       |

Otra clasificación en Chile, no tan frecuente como la anterior, es por la cantidad de empleados:
| Tipo de empresa | Empleados |
| --------------- | --------- |
| Microempresa    | hasta 9   |
| Pequeña empresa | 10-49     |
| Mediana empresa | 50-199    |

### Colombia
En Colombia, de acuerdo con la definición de la ley 590 de 2000 y la ley 905 de 2004 la microempresa es toda unidad de explotación económica realizada por persona natural o jurídica, en actividades empresariales, agropecuarias, industriales, comerciales o de servicio, rural o urbana con planta de personal hasta 10 trabajadores  activos de menos de 501 salarios mínimos legales mensuales vigentes.
Según la ley 905 de 2004, la pequeña empresa es aquella con una planta de personal entre 11 y 50 trabajadores o activos entre 501 y 5000 salarios mínimos legales mensuales vigentes; por último la mediana empresa es aquella que cuenta con una planta de personal entre 51 y 200 trabajadores o activos totales entre 5001 y 30000 salarios mínimos legales mensuales vigentes.

| Tipo de empresa | Empleados  | Activos totales (SMLMV) |
| --------------- | ---------- | ----------------------- |
| Microempresa    | 1-10       | menos de 501            |
| Pequeña empresa | 11-50      | 501-5000                |
| Mediana empresa | 51-200     | 5001-30 000             |
| Gran empresa    | Más de 200 | Mayor a 30 000          |

(SMLMV)=  Salario Mínimo Legal Mensual Vigente
A estas fechas, se ha reemplazado la medida del salario mínimo como medida para clasificar el tipo de empresa por tamaño a la de UVT (Unidad de Valor Tributario, Ley 590 de 2000).

### Costa Rica
La CCSS (Caja Costarricense del Seguro Social), considera pymes a las microempresas, pequeñas y medianas empresas, las cuales a marzo de 2009 representaban el 95,8 % de las empresas, la mayoría de estas se encuentran en el sector del comercio y de los servicios. La entidad ha clasificado las empresas según su tamaño:
| Tipo de empresa | Empleados  |
| --------------- | ---------- |
| Microempresa    | Hasta 5    |
| Pequeña empresa | 6-30       |
| Mediana empresa | 31-100     |
| Empresa grande  | Más de 100 |

### Guatemala
La Cámara de la Industria de Guatemala tiene dos tipos de definiciones de las mipymes, una está destinada para el Programa de Bonos y sigue un criterio de cantidad de empleados, y la otra definición está destinada a definir empresas industriales utilizando un criterio basado en activos totales, cantidad de empleados y ventas anuales. Por otra parte el Ministerio de Economía tiene otra definición utilizando el criterio de cantidad de empleados. Según estas definiciones se pueden establecer los siguientes esquemas:
| Tipo de empresa | Empleados | Ventas máximas anuales (Q) | Activos totales (Q) |
| --------------- | --------- | -------------------------- | ------------------- |
| Microempresa    | 1-10      | hasta 60.000               | hasta 50.000        |
| Pequeña empresa | 11-80     | 60.001-300.000             | 50.001-500.000      |
| Mediana empresa | 81-200    | 300.001-3.000.000          | 500.001-2.000.000   |

| Tipo de empresa | Empleados (Criterio de la Cámara de Industria para el Programa de Bonos) | Empleados (Criterio del Ministerio de Economía) |
| --------------- | ------------------------------------------------------------------------ | ----------------------------------------------- |
| Microempresa    | 1-5                                                                      | 1-10                                            |
| Pequeña empresa | 6-50                                                                     | 11-25                                           |
| Mediana empresa | 51-100                                                                   | 26-60                                           |

En febrero de 2017 una iniciativa de ley para fortalecer el emprendimiento en Guatemala fue presentada por la Comisión de Pequeña y Mediana Empresa del Congreso, dirigida por el diputado Álvaro Arzú Escobar, el viceministro de Economía Ezrra Orozco y el Comisionado Presidencial de Competitividad e Inversión, Acisclo Valladares Urruela. Esta propuesta busca crear una herramienta para incentivar la formalización registral y tributaria de la actividad emprendedora en Guatemala a través de un proceso de inscripción gratuito en el Registro Mercantil (RM).

### España
En 2013, en comparación con la Unión Europea, las microempresas (de 0 a 9 empleados) en España suponen el 95,5 % del total de empresas, tres puntos por encima de la estimación disponible para el conjunto de la UE en 2011 (92,2 %). También hay una diferencia significativa en la representatividad de las empresas españolas pequeñas (3,8 %), casi tres puntos por debajo de la estimación para el conjunto de la UE27 (6,5 %).
Por otro lado, por Real Decreto 962/2013, el Observatorio de la Pequeña y Mediana Empresa se transformó en el Consejo Estatal de la PYME.
En 2021, según los datos aportados por el Ministerio de Industria, en España había 2 884 713 empresas, de las cuales 2 879 948 eran pymes.
Las características de las pyme españolas las han transformado en uno de los ejes principales que sostienen la economía del país tal y como se puede deducir de los datos oficiales presentados por el gobierno. Proporcionalmente se producen más contrataciones en pequeñas empresas que en compañías que ya han superado una cifra elevada, lo que ayuda a refrescar e incrementar la cantidad de puestos laborales. Esta es otra de las aportaciones que las características de las pymes españolas realizan a la industria del país.  
Sin embargo, la pandemia ha dejado al descubierto el talón de Aquiles de las pymes españolas: la digitalización. En una encuesta realizada por YouGov y encargada por IONOS se deja que ver que desde 2020 a 2021 solo un 21 % de las pymes decidió apostar una tienda en línea. Anteriormente, solo un 18 % contaba con una. Es decir, el número de pymes con tienda en línea en España es muy reducido. No obstante, hay otras medidas de digitalización también importantes como el uso de newsletters o de herramientas colaborativas, entre otras. La presencia de estas medidas en las pymes durante la pandemia es desconocido.

### India
En la India se utiliza el término de «micro, pequeña, y mediana empresa», según el Acta de Desarrollo de Micros, Pequeñas y Medianas Empresas de 2006 emitido por el Ministerio de Ley y Justicia de ese país, estas empresas están clasificadas según un criterio sobre la inversión en planta y maquinaria, y por el tipo de industria de la empresa:
|                 | Inversión en planta y maquinaria (rupias).     | Inversión en planta y maquinaria (rupias). |
| Tipo de empresa | Empresas de manufactura y producción de bienes | Empresas de servicios                      |
| --------------- | ---------------------------------------------- | ------------------------------------------ |
| Microempresa    | hasta 2.500.000                                | hasta 1.000.000                            |
| Pequeña empresa | 2.500.000 - 50.000.000                         | 1.000.000 - 20.000.000                     |
| Mediana empresa | 50.000.000 - 100.000.000                       | 20.000.000 - 50.000.000                    |

### Japón
En Japón, la clasificación de las pequeñas y medianas empresas (pymes) están reguladas por la Ley Básica de Pequeñas y Medianas Empresas. En el artículo 2 del Capítulo I de la ley indica la clasificación, que puede resumirse en la siguiente tabla:
| Tipo de industria                                                        | Capital o inversión total (yens) |   | Empleados |
| ------------------------------------------------------------------------ | -------------------------------- | - | --------- |
| Manufactura, construcción, transporte, etc. (excepto servicios y ventas) | hasta 300.000.000                | o | hasta 300 |
| Venta mayorista                                                          | hasta 100.000.000                | o | hasta 100 |
| Servicios                                                                | hasta 50.000.000                 | o | hasta 100 |
| Venta minorista                                                          | hasta 50.000.000                 | o | hasta 50  |

En el artículo 5 del Capítulo I de la ley se refiere al término «pequeñas empresas», que se usa exclusivamente para denominar empresas más pequeñas que las pymes, cuyos empleados no superan las 20 personas en el caso de las industrias de manufacturas, construcción transporte y otras (que no sean de ventas y servicios) o no más 5 personas, para el caso de ventas y servicios.

### México
En México, las MiPYME constituyen el 72 % de las empresas, el 99 % del empleo, y contribuyen con un 53% del PIB. Están definidas por el número de empleados con los que cuenta la empresa. En el artículo 3 de la Ley para el Desarrollo de la Competitividad de la Micro, Pequeña y Mediana Empresa del año 2002, se establecieron los siguientes parámetros:
| Sector / Tamaño | Industria | Comercio | Servicios |
| --------------- | --------- | -------- | --------- |
| Micro           | 1-10      | 1-10     | 1-10      |
| Pequeña empresa | 11-50     | 11-30    | 11-50     |
| Mediana empresa | 51-250    | 31-100   | 51-100    |

- Apoyo gubernamental para el desarrollo de pymes

La Secretaría de Economía a través de la Subsecretaría de la Pequeña y Mediana Empresa brinda apoyos a las pyme con el programa de Oferta Exportable Pyme, para impulsar y facilitar la incorporación y comercialización de las micros, pequeñas y medianas empresas pyme a la actividad exportadora, ayudando a la internacionalización de las empresas en un mediano y largo plazo.
A su vez, lanzó una campaña mediática a nivel nacional llamada Pepe y Toño en la que alentó a la población en general a atreverse a emprender. En la página de Internet www.pepeytono.com.mx se encuentran diversas herramientas para que prácticamente cualquier persona pueda emprender su propia empresa. También expone casos de éxito de emprendedores que comenzaron sus proyectos desde cero.
El gobierno mexicano decidió lanzar esta campaña para impulsar el desarrollo de emprendedores al reconocer la importancia de las pymes para la economía local; ejemplo de esto, es que estas empresas representan el 90 por ciento del sector privado.
De acuerdo con el último censo económico realizado en 2009 —que se llevan a cabo cada cinco años— en México se cuentan con 5 millones 144 mil 056 empresas, las cuales emplearon a 27 millones 727 mil 06 personas.
Para 2024, el Directorio Estadístico de Unidades Económicas del INEGI registraba 5 564 613 pequeñas y medianas empresas en México.

### Perú
En Perú, las MYPE constituyen el 99.6 % de la economía (2013), contribuyendo al 42 % del producto bruto interno (PBI) y con el 88% de empleo de la población económicamente activa (PEA); las MYPE de acuerdo a la experiencia internacional, tienen la capacidad de convertirse en el motor del desarrollo empresarial, teniendo mayor participación tanto en el sector primario (extracción de los recursos naturales, ya sea para el consumo o para la comercialización), sector secundario (transformación de materias primas en productos elaborados mediante tecnología, mano de obra y capital) y sector terciario (distribución de productos preparados y listos para su venta). El Perú tiene más de 2.5 millones de micro y pequeñas empresas formales  e informales, el número total de MYPE formales al mes de noviembre de 2004 ascendió a 648, 147 (98.35 %) del universo empresarial formal, creciendo entre el 2001 y 2004 en un 29 %, en cambio las medianas y grandes empresas solo están representan el 1.5 % y su crecimiento en el mismo período fue del 48 %.
El Estado peruano se encargó de promocionar el sector desde 1976 y que estableció el término MYPE en 2000. Para 2009, conforme a la ley de Impulso al Desarrollo Productivo y Crecimiento Empresarial, que tiene por finalidad establecer el marco legal para las mipyme (micro, pequeña y mediana empresa), y favorecer en la promoción, competitividad, formalización y desarrollo de las micro, pequeñas y medianas empresas; estas en el Perú, generan el 80% del empleo (sea formal o informal).
La normatividad vigente el Decreto Supremo N.º 013-2013-PRODUCE, establece las características de las mipyme, según el cual una mipyme debe reunir el criterio de ventas anuales equivalentes a Unidades Impositivas Tributarias (UIT):
| Tipo de empresa | Equivalente a ventas máximas anuales en UIT |
| --------------- | ------------------------------------------- |
| Microempresa    | hasta 150                                   |
| Pequeña empresa | de 151 hasta 1,700                          |
| Mediana empresa | de 1,701 hasta 2,300                        |

### Uruguay
En Uruguay las pymes están constituidas según la cantidad de personal ocupado, las ventas anuales netas y los activos, como muestra el siguiente esquema:
| Tipo de empresa | Empleados | Equivalente a ventas máximas anuales netas (U$S) | Activos máximos (U$S) |
| --------------- | --------- | ------------------------------------------------ | --------------------- |
| Microempresa    | 1-4       | hasta 60.000                                     | 20.000                |
| Pequeña empresa | 5-19      | hasta 180.000                                    | 50.000                |
| Mediana empresa | 20-99     | hasta 5.000.000                                  | 350.000               |

### Venezuela
El Decreto con Rango, Valor y Fuerza de Ley para la Promoción y Desarrollo de la Pequeña y Mediana Industria y Unidades de Propiedad Social de 2008 la denomina pequeña y mediana industria (pymi), y establece el siguiente esquema:
| Tipo de empresa   | Promedio anual de trabajadores | Ventas anuales en unidades tributarias |
| ----------------- | ------------------------------ | -------------------------------------- |
| Pequeña industria | 01-50                          | 1-200.000                              |
| Mediana industria | 51-100                         | 200.001-500.000                        |

También, el decreto establece el concepto de unidad de propiedad social, siendo estas agrupaciones de carácter social y participativo, tales como: las cooperativas, consejos comunales, unidades productivas familiares y cualquier otra forma de asociación que surja en el seno de la comunidad, cuyo objetivo es la realización de cualquier tipo de actividad económica productiva, financiera o comercial lícita, a través del trabajo planificado, coordinado y voluntario, como expresión de conciencia y compromiso al servicio del pueblo, contribuyendo al desarrollo comunal, donde prevalezca el beneficio colectivo sobre la producción de capital y distribución de beneficios de sus miembros, incidiendo positivamente en el desarrollo sustentable de las comunidades.